# Folke Nilsson
Folke Nilsson (* 23. Juni 1907 in Uppsala; † 21. Juni 1980 ebenda) war ein schwedischer Radrennfahrer und nationaler Meister im Radsport.

## Sportliche Laufbahn
Folke Nilsson war Teilnehmer der Olympischen Sommerspiele 1932 in Los Angeles.
Im olympischen Einzelzeitfahren belegte er beim Sieg von Attilio Pavesi den 21. Rang. Die schwedische Mannschaft kam in der Mannschaftswertung auf den 3. Platz. Mit Nilsson gewannen Sven Höglund, Arne Berg und Bernhard Britz die Bronzemedaille.
1925 siegte er in der Mannschaftswertung bei den nationalen Meisterschaften im Einzelzeitfahren. 1926 gewann er erneut diesen Titel über die Strecken von 50 und 150 Kilometer. Er wurde Zweiter im Meisterschaftsrennen der Nordischen Länder hinter Henry Hansen.
Nilsson startete 1927 im Rennen der UCI-Straßen-Weltmeisterschaften und schied im Verlauf des Rennens aus. Die Titel im Zeitfahren konnte er mit seinem Team verteidigen. Letzteres gelang auch 1928, auch im Einzelzeitfahren wurde er Titelträger.
1928 gewann er erneut die nationale Meisterschaft im Einzelzeitfahren. 1929 gewann er wiederum diese Meisterschaften. Bis 1948 war er noch mehrfach Zeitfahrmeister in den Mannschaftswertungen.